# Jaap Geraedts
Jaap Geraedts (Den Haag, 12 juli 1924 - 31 augustus 2003) was een Nederlandse componist en fluitist.

## Opleiding
Geraedt begon met muziekles van zijn vader Henri Geraedts, die componist, muziekpedagoog en koordirigent was. Van 1943 tot 1952 studeerde hij een groot aantal vakken aan het Koninklijk Conservatorium in Den Haag. Zijn docenten waren Henk Badings (compositie), Hendrik Andriessen en Sem Dresden (instrumentatie), Johan Feltkamp (fluit) en Willem van Otterloo en Jan Koetsier (orkestdirectie). Hij studeerde verder aan het Koninklijk Conservatorium in Brussel in de jaren 1947 tot 1949: compositie bij Léon Jongen, fuga bij Jean Absil en fluit bij Francis Stoefs.

## Activiteiten
Geraedts was docent fluit aan de Toonkunst-muziekschool in Leiden vanaf 1952. Verder was hij muziekrecensent voor de Haagse Post en het dagblad Het Vaderland. Vanaf 1975 was Geraedts artistiek adviseur van het Nederlands Kamerorkest. Later maakte hij zich als lid van de Willem Pijper Stichting sterk voor de uitgave en het beheer van het werk van Willem Pijper .
Geraedts zag zichzelf vooral als componist. Hij schreef voornamelijk werken voor koor, maar ook voor symfonieorkest, liederen en kamermuziek. De fluit nam in zijn oeuvre een belangrijke plaats in. Met name de Sonatina for Flute and Piano uit 1953 wordt in Nederland zeer veel gespeeld.
Hij was enige tijd getrouwd met violiste Froukje Giltay.

## Publicaties
- Maurice Ravel, uitgeverij Gottmer, 1955
- Béla Bartók (geschreven samen met zijn vader), uitgeverij Gottmer, 1961.

## Prijzen en onderscheidingen
Geraedts kreeg tweemaal de ANV Visser Neerlandiaprijs toegekend: in 1958 voor zijn blaaskwintet Kleine watermuziek, en in 1964 voor Zeven essays voor piano. Verder ontving hij in 1999 de stadspenning Den Haag.

## Oeuvre
- 1998 Five fancies & a fiddlestick: upon Mr. Purcells chacony: voor vijf solostrijkers en strijkensemble
- 1995 La folía perpetua: voor viool solo
- 1993 Glorious: the eighth psalm: voor vocaal kwartet (S/A/T/Bar), gemengd koor en orkest
- 1968 Moto perpetuo: saxofoonkwartet: (sopraan in Bes, alt in Es, tenor in Bes, bariton in Es)
- 1964 Groninger groen cantate: voor 3-stemmig gemengd koor, bariton-solo, spreker en orkest
- 1962 Zes studies: in Eulers toongeslachten
- 1959 De raaf en de vos: voor 3-st. vrouwenkoor a capella
- 1959 Efratha: ("koren der engelen met kerstnacht"): cantate voor twee 4-stemmige koren a capella op tekst van J. Werumeus Buning (20')
- 1958 De zeilwagen: van prince Mouringh: voor 2-stemmig vrouwenkoor met pianobegeleiding naar E.J. Potgieter
- 1958 Onze Vader: voor gemengd koor en orgel
- 1957 Koraal-fanfare: voor 3 trompetten, 4 hoorns, 3 trombones, tuba, pauken & slagwerk
- 1957 Fantasy: vijf improvisaties over een 16e-eeuws minnelied: voor piano
- 1957 1 x 1: quodlibet-variaties: voor orkest
- 1956 De graaf van weet-ik-veel: monstruofonische ballade: voor gemengd koor, sopraan-solo, alt-solo, bas-solo, benevens een solo voor grote mandfles, alias "blaasbol" (Schevenings), alias "Dame-Jeanne", alias "Wicker-bottle", en orkest op tekst van Annie M.G. Schmidt
- 1956 Concerto da camera: voor viool, violoncello, piano en orkest
- 1955 Pianoboek
- 1954 O lux perpetua Thomas à Kempis vert. Willem Kloos
- 1954 Kleine kerst - triptiek: (3 parafrasen over oud-Nederlandse kerstliederen): voor piano
- 1954 Introitus-motet: voor gemengd koor a capella
- 1953 Sonatina: voor fluit en piano
- 1953 Vlaams liedsnoer muziek: op tekst van Guido Gezelle
- 1953 Hij droech onse smerten: voor 4-st. gemengd koor a capella, op tekst van Jacobus Revius
- 1953 Canticum amoris ) Het lied der liefde: voor gemengd koor a capella (I Corinthiërs XIII)
- 1953 Zeven essays: voor piano
- 1953 Suite: voor piano
- 1952 Garcia Lorca-suite: (uit de muziek bij de Spaansche tragedie "Bloedbruiloft")
- 1952 The world: voor baritone en piano
- 1952 Tota pulchra es Maria: voor ítem en orgel
- 1951; rev. 1952 Kleine kopermuziek: voor 2 trompetten, hoorn en trombone
- 1951 Kleine watermuziek: divertimento in vier rhapsodische variaties over een bekend Hollandsch kinderliedje: fluit, hobo, klarinet, hoorn, fagot
- 1950 8 variaties: over "Die nachtegael die sanc een liet": voor viool
- 1949 Ronde: voor sopraan en piano
- 1949 Lied: (1949) op tekst van Geerten Gossaert
- 1948 Sarabande: voor fluit en piano
- 1948 Aloeëtte: voor drie gelijke stemmen: SSA (Engelse tekst van J. Swart)
- 1948 Sonate: voor viool en piano
- 1948 Danssuite: uit de toneelmuziek bij "Krûstocht" (J.E. Tuininga)
- 1948 Preludium en fuga: orkest
- 1948 Duet: ("Het Vlaamsche meisje en den Franschen heer", volksliedtekst ca. 1850)
- 1947 Canzonetta: voor fluit en piano
- 1947 Tortelduve: voor sopraan of mezzo-sopraan en piano
- 1947 Vier kinderliedjes: voor sopraan en piano
- 1946; rev. 1955 kwintet: voor 2 violen, altviool, cello en piano
- 1946 Divertimento no. 2: (hobo, klarinet, fagot)
- 1946 Preludium en fuga no. 1: voor piano
- 1946 Arbre de juin et Une minute: zang en piano
- 1945; rev. 1960 Memento '45: (ter herinnering aan de gevallenen van het verzet), voor orkest
- 1944 Jan Klaassen - serenade: voor hobo en piano
- 1944 Zeven variaties: over het Oud-Nederlandse lied "Daer was een sneeuwit vogheltje": voor piano
- 1943 Divertimento no. 1: hobo, klarinet, fagot
- 1943 4 inventies: voor 2 fluiten: serie I
- 1942 Drie inventies: fluit, viool
- De leeuw en de muis: voor 3-stemmig vrouwenkoor a capella
- Cyclus "Oog en oor" voor gemengd koor a capella, op tekst van Constantijn Huygens:

Nr. 1: Componisten-less
Nr. 2: Sing-werck
Nr. 3: Kaeckelaer
Nr. 4: Kort en goed
Nr. 5: Mijn beeld
Nr. 6: Om bestandigh geloof
- Het bultig mannetje, op tekst van Bertus Aafjes
- Vox neerlandica: vijf eeuwen gemengd koor a capella (samenstelling: Pieter van Moergastel, Jan Pasveer, Jos Vranken)
- Zes studies: in Eulers toongeslachten

- Bibliothèque nationale de France: cb169234432 (data)
- CiNii: DA13217297
- Gemeinsame Normdatei: 140219013
- International Standard Name Identifier: 0000 0000 8196 0767
- Library of Congress Control Number: nr92006355
- Nationale bibliotheek van Australië: 35903748
- Nationale Bibliotheek van Israël: 987007261500705171
- Nederlandse Thesaurus van Auteursnamen: 069083800
- Réseau des bibliothèques de Suisse occidentale: 02-A023337064
- Istituto Centrale per il Catalogo Unico: DDSV025388
- Système universitaire de documentation: 253580110
- Virtual International Authority File: 9705948
- WorldCat: E39PBJfX6q3QRqPQBcDHPKBpT3